# 中郷村 (千葉県君津郡)
中郷村（なかごうむら）は、千葉県君津郡（望陀郡）にかつて存在した村である。現在の木更津市の西部に位置している。

## 沿革
- 1889年（明治22年）4月1日 - 町村制施行により、大寺村、下望陀村、上望陀村、有吉村、牛袋村、牛袋野、曽根村、井尻村、十日市場村が合併し、望陀郡中郷村が発足。
- 1897年（明治30年）4月1日 - 周淮郡が統合されて君津郡となる。
- 1955年（昭和30年）3月1日 - 木更津市に編入。同日中郷村廃止。